# 楼缓
楼缓（？—？），战国时期纵横家，秦赵联盟的策动者。

## 生平
曾奉赵武灵王之命，出使秦国。前300年，樗里疾去世，秦昭襄王以楼缓为丞相。前299年，秦昭襄王与齐国结盟，以孟尝君为丞相。前298年，秦昭襄王罢免孟尝君，再用楼缓，孟尝君靠“鸡鸣狗盗”之徒逃出函谷关，回到齐国。前295年，秦昭襄王罢免楼缓，命他舅舅魏冉为丞相。前259年，长平之战之后，楼缓到赵国劝赵孝成王投靠秦国，被虞卿和平原君阻止。